# Æ3o and h3æ
Albums de Autechre et The Hafler Trio
Gantz Graf
(2002) Draft 7.30
(2003)
æ3o and h3æ est un EP des groupes Autechre et The Hafler Trio, sorti en 2003.

## Titres
1. æ3o (16:44)
2. h3æ (15:22)